# Veia umbilical
A veia umbilical é uma veia fetal. Tem como função levar sangue oxigenado ao feto. 